# Cima Gardiola
La Cima Gardiola (Cime Gardoria in francese) è una montagna delle Alpi Cozie (Gruppo della Pierre Menue) alta 3 140 m s.l.m. e situata lungo la linea di confine tra l'Italia e la Francia.

## Toponimo
Sulla cartografia ufficiale italiana e su quella della Regione Piemonte la montagna è chiamata Punta Gardiola.
Nelle vecchie edizioni delle tavolette IGM 1:25.000 e nella cartografia del Regno di Sardegna era invece chiamata Cima Gardiora, toponimo che è stato conservato nel volume Alpi Cozie Settentrionali della Guida dei Monti d'Italia edita da CAI e TCI. Anche l'Istituto Geografico Centrale nella sua Carta dei sentieri e dei rifugi scala 1:25.000 n. 104 fa questa scelta, citando solo tra parentesi la denominazione ufficiale Gardiola, mentre la cartografia francese dell'IGN chiama la montagna Cime Gardoria, quotandola 3 137 m.

## Descrizione

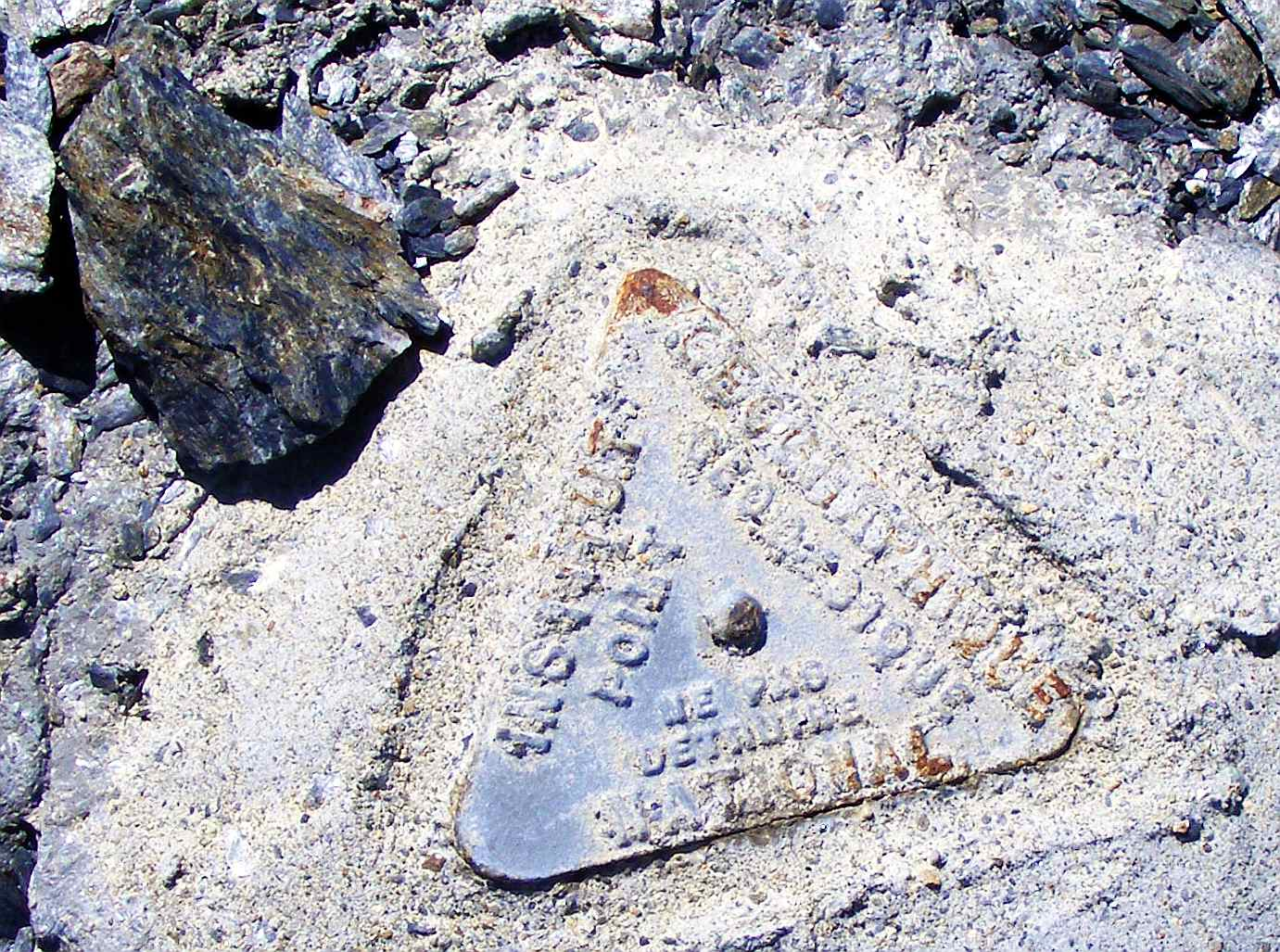
Il caposaldo geodetico IGN sulla cima

La montagna sorge sullo spartiacque Dora-Arc ed è separata dalla Cima del Vallone (a ovest, 3 171 m) da un colletto non quotato né sulla cartografia ufficiale italiana né su quella francese; la sua cresta nord-est scende invece al Colle della Pelouse.
Da un'anticima della montagna a quota 3 099 m si origina in direzione sud un costolone che divide tra loro i due valloni che scendono sull'abitato di Rochemolles, quello del Rio Foum e quello del Rivo Vallone.
Amministrativamente la montagna ricade nei comuni di Bardonecchia (IT) e di Avrieux (FR).
Sulla cima è collocato il punto geodetico dell'Institut géographique national.

## Accesso alla vetta
La via di salita usuale è quella che dal Colle della Pelouse percorre in circa 1.15 ore la detritica cresta nord-est della montagna.
La salita scialpinistica è stimata di difficoltà BSA.

## Cartografia
- Cartografia ufficiale italiana dell'Istituto Geografico Militare (IGM) in scala 1:25.000 e 1:100.000, consultabile on line
- Cartografia ufficiale francese dell'Institut géographique national (IGN), consultabile online
- Istituto Geografico Centrale - Carta dei sentieri e dei rifugi scala 1:50.000 n. 1 Valli di Susa Chisone e Germanasca e 1:25.000 n. 104 Bardonecchia Monte Thabor Sauze d'Oulx